# 武韶
武韶（3世纪—3世纪），字叔夏，沛國竹邑（今安徽宿州市北）人，曹魏官员武周次子，本人亦仕官。
武韶与兄长武陔、弟弟武茂都在总角之年就为人称道，都有器量声望。乡人和父辈都不能评判他们的优劣。同郡刘昶有知人之名，曾拜访武周，武周比其为郭泰、许劭，说自己想让三个儿子见他，让他看高下。刘昶亲自去见武陔兄弟，一起说话，观其举动，出去对武周说：“君三子都是国士。元夏（武陔表字）器量最优，有辅佐之风，展力仕宦，可为亚公。叔夏、季夏（武茂表字），不减常伯、纳言。”
武韶后来在西晋历任二宫吏部郎、太子右卫率。山涛《启事》称武韶“清白有诚”。武韶官终散骑常侍。